# مارک برشیانو
مارک برشیانو (انگلیسی: Mark Bresciano؛ زادهٔ ۱۱ فوریهٔ ۱۹۸۰) یک بازیکن فوتبال اهل استرالیا است.
وی همچنین در تیم ملی فوتبال استرالیا بازی کرده‌است.